# Wear Your Love Like Heaven
A Wear Your Love Like Heaven című dal az angol Definition of Sound nevű zenekar 2. kimásolt kislemeze a Love And Life: A Journey With The Chameleons című stúdióalbumról. A dal több slágerlistára is felkerült. A legmagasabb helyezést az angol kislemezlistán sikerült elérnie, ahol a 17. helyig jutott.

## Megjelenések
12"  Egyesült Királyság Circa – YRTX 61
- A	Wear Your Love Like Heaven (Extended Live Version) 5:11 Drums – Crispin Taylor, Guitar – The Red King
- B1	Wear Your Love Like Heaven (Album Version) 3:47
- B2	Wear Your Love Like Heaven (Uptown Sound)  Mixed By – DonWon

## Slágerlisták
| Slágerlista (1991)                            | Helyezések |
| --------------------------------------------- | ---------- |
| Ausztrália (ARIA)                             | 77         |
| Egyesült Királyság (Official Charts Company)  | 17         |
| Hollandia (Megacharts)                        | 38         |
| Svédország (Sverigetopplistan)                | 34         |
| Svájc (Schweizer Hitparade)                   | 28         |
| Amerikai Egyesült Államok (Billboard)US Dance | 28         |

## Közreműködő előadók
- Master – Mike Marsh
- Mix – Q, The Red King
- Producer – DonWon, The Red King
- Vokál – Andy Parker